# BLAS
BLAS（英語：Basic Linear Algebra Subprograms，基础线性代数程序集）是一个应用程序接口（API）标准，用以规范发布基础线性代数操作的数值库（如矢量或矩阵乘法）。该程序集最初发布于1979年，并用于建立更大的数值程序包（如LAPACK）。在高性能计算领域，BLAS被广泛使用。例如，LINPACK的运算成绩则很大程度上取决于BLAS中子程序DGEMM的表现。
为提高性能，各軟硬件厂商则针对其產品对BLAS接口实现进行高度最佳化。

## BLAS級別
BLAS按照功能被分为三个级别：
- Level 1：矢量-矢量运算

{\displaystyle {\boldsymbol {y}}\leftarrow \alpha {\boldsymbol {x}}+{\boldsymbol {y}}\!}
- Level 2：矩阵-矢量运算

{\displaystyle {\boldsymbol {y}}\leftarrow \alpha A{\boldsymbol {x}}+\beta {\boldsymbol {y}}\!}
- Level 3：矩阵-矩阵运算

{\displaystyle C\leftarrow \alpha AB+\beta C\!}

## 原理
BLAS實現都一般對記憶體階層最佳化（Memory Hierarchy Optimization），使數據在快取重用、甚或減少轉譯後備緩衝區失誤（TLB miss）而提高運算效能。

## 實現
Netlib BLAS官方参考实现，程序语言为Fortran 77。
ACML（AMD Core Math Library）廠商AMD的BLAS實現。
ATLASBSD许可证開源的BLAS實現。
CUDA SDKNVIDIA CUDA SDK包含了BLAS功能，通过C编程实现在GeForce 8系列或更新一代显卡上运行。
GotoBLAS德克萨斯高级计算中心後藤和茂开发的BSD许可证開源的BLAS實現，但已停止了活跃开发，后继者为OpenBLAS。
OpenBLAS继任GotoBLAS的开源BLAS的实现，主要由中国科学院软件研究所并行软件与计算科学实验室进行开发。
ESSLIBM的科学工程数值库ESSL，支持AIX和Linux系统下的PowerPC架构。
Intel MKLIntel核心数学库，支持Pentium，Intel Core与ItaniumCPU系列。实现平台包括Linux, Windows及OS X。
GSLGNU科学数值库（GNU Scientific Library）包含了GNU下的多平台C语言实现。
RenderScript IntrinsicBLAS基于Renderscript的Android移动终端高性能BLAS实现。